# 新興區 (台灣)
22°37′42″N 120°18′22″E / 22.6283893°N 120.3060706°E
新興區位於臺灣高雄市西南部，市中心的中央，北臨三民區，西鄰前金區，東及南接苓雅區，境內地勢平坦，氣候上屬熱帶季風氣候，年均溫約24.7℃，年雨量約1780公釐。全境面積約為1.9764平方公里，人口約有4萬9千多人，人口密度每平方公里約2.5萬人，是高雄市人口密度最高的行政區，也是臺灣人口密度第四高的鄉鎮市區。
區內金融機構，公司行號等林立。產業以工商業為主，有聞名全國的六合夜市以及南台灣年輕人的流行中心新堀江。

## 歷史
新興區舊稱大港埔。台灣過去慣稱可以行船的河川為「港」，未開發的荒地為「埔」。過去本區為一片荒地，北界高雄川的支流，因盛產「𩻸（ㄉㄞˇ）魚（相傳為鯉魚）而被稱為「𩻸」港」，後人根據臺灣閩南話諧音改稱「大港」，而本區就是位於河畔的荒地，才叫做大港埔。
大港埔在打狗時代居民多務農為生，生活單純，雖說開發較緩，但發展農業必先修水利，所以從道光年間起，區內興鑿的圳潭渠道已經星羅密佈，且圳流經之處都成為膏腴沃土，或種水稻、甘藷、甘蔗或植玉米，蔚成聚落。物阜民豐，有「鳳邑江南」的雅號。整個大港埔的開發，是以竹圍為中心逐漸向四周擴展，除建鼓壽亭為聚落守護神外，並興起下竹圍、營後與過港仔共四個聚落。

舊聚落
- 竹圍：俗稱竹圍仔，又稱頂竹圍，大致位置於現今民生一路、中山一路、五福二路與林森二路所包圍之區域（今玉衡里北、圓環一帶），新興區的信仰中心鼓壽亭即位於此聚落。
- 下竹圍：相對於頂竹圍的南側（今玉衡里南、振成里一帶），昔日大統百貨公司即位於此聚落的區域。
- 營後：因位於「野戰郵局」後方，因當時出入皆為傳令通信兵，且皆有衛兵站崗，乃被居民誤將「野戰郵局」認為是「軍營」而得名，位於現今中正三路、林森一路、仁愛一街與大同一路所包圍之區域（今德政里、蕉園里一帶）。
- 過港仔：位於愛河支流以南，現今七賢一路以北、中山一路以東、南華路以西的區域（今新江里一帶）。

大港埔從人煙罕至的荊棘草埔，一躍成為巨廈連軒，霓虹閃爍的不夜城，肇始於1941年的「高雄驛」遷建至大港後，二戰終戰前本區只有中山一路是寬廣的柏油道路，其餘多為羊腸鳥道的牛車道及田間阡陌，經政府多年的努力，目前道路網密度居全市之冠。
在1941年高雄車站遷至大港埔，再加上「昭和通」（今中山一路）的開闢後，使得本區得以迅速繁榮發展。戰後，由於本區逐漸繁榮，充滿新興的蓬勃氣象，故1946年1月，由當時泰明里長蔡陣建議更改區名，經區長蔡崇禮呈報獲准，取「新興繁榮」之意，且戰後大港埔逐漸繁榮，充滿「新興」蓬勃的氣象，所以取名為「新興區」。

## 人口
根據高雄市政府民政局統計，2024年底新興區戶數約2.4萬戶，人口約5萬人，人口密度每平方公里約2.5萬人，區內人口最多與最少的里分別是開平里與德政里，2024年底兩里人口分別為4,018人與675人。2024年底時，新興區人口的年齡構成中，0至14歲人口佔比10.77%，15至64歲人口佔比62.79%，65歲以上人口佔比26.44%，是高雄市青壯年人口比例最低的行政區。

## 政治

### 歷任首長
| 區長姓名 | 區長任期                | 備註       |
| -------- | ----------------------- | ---------- |
| 彭清約   | 1945年10月 - 1946年11月 |            |
| 蔡崇禮   | 1946年11月 - 1955年2月  |            |
| 許石砱   | 1955年2月 - 1960年8月   |            |
| 周耀璋   | 1960年9月 - 1966年9月   |            |
| 許馬月   | 1966年9月 - 1982年12月  |            |
| 謝今井   | 1982年12月 - 1984年12月 |            |
| 蔡得雄   | 1985年1月 - 1988年8月   |            |
| 莊錦進   | 1988年8月 - 1993年10月  |            |
| 冬啟程   | 1993年11月 - 1995年8月  |            |
| 陳文成   | 1995年8月 - 1998年7月   |            |
| 孫榮文   | 1998年7月 - 1999年7月   |            |
| 陳秀鳳   | 1999年7月 - 2000年5月   |            |
| 林淑娟   | 2000年5月 - 2002年1月   |            |
| 黃招換   | 2002年1月 - 2004年1月   |            |
| 林耀昇   | 2004年1月 - 2007年4月   |            |
| 蔡柏英   | 2007年4月 - 2007年10月  |            |
| 李幸娟   | 2007年10月 - 2009年4月  |            |
| 林清益   | 2009年4月 - 2015年1月   |            |
| 薛米惠   | 2015年1月 - 2017年7月   |            |
| 黃伯雄   | 2017年7月 - 2018年10月  |            |
| 邱瑞金   | 2018年10月 - 2020年4月  |            |
| 林國慶   | 2020年4月 - 2021年2月   |            |
| 邱瑞金   | 2021年2月- 2023年4月    | 第二次回任 |
| 陳靜蘭   | 2023年4月- 現任         |            |

### 區政組織
新興區公所是高雄市政府在新興區的派出機關，在中華民國政府架構中為市政府綜理區政的執行機關，上級業務監督機關為高雄市政府。区长由市長任命，其任期為無任期保障。在區長及主任秘書之下，設有3課4室等7個內部單位。

### 行政區劃
| 新興區行政區劃 |
|                |

## 宗教禮拜場所

### 道教和臺灣民間信仰
- 大港埔鼓壽宮：創建於1856年，主祀天上聖母
- 大港埔仁和宮：創建於1937年，主祀廣澤尊王
- 高文祖師廟：創建於1924年，主祀清水祖師
- 高南北極殿：主祀玄天上帝
- 宸威殿：香火源自澎湖西衛宸威殿
- 明聖殿：香火源自澎湖菓葉聖帝廟
- 文衡殿：香火源自台南將軍漚汪文衡殿
- 壽山宮：香火源自笨港口港口宮
- 高雄市文化院：創立原名"集善堂" 以扶鸞濟世
- 中東武聖殿:創建於1962年，主祀關帝聖君，屬澎湖廟系統

### 佛教
- 宏法寺
- 覺元寺
- 聖願寺
- 玄光寺
- 慈濟新興共修處

### 基督宗教
| 宗派                             | 教會（禮拜堂 / 聖堂）                                                                          |
| -------------------------------- | ---------------------------------------------------------------------------------------------- |
| 天主教                           | 法蒂瑪聖母堂                                                                                   |
| 聖公會                           | 基督教聖公會聖提摩太堂                                                                         |
| 路德宗（信義會）                 | 財團法人基督教臺灣信義會苓雅教會                                                               |
| 歸正宗長老會（臺灣基督長老教會） | 德生教會、民族教會、新興教會、六合教會                                                         |
| 浸禮宗（浸信會）                 | 高雄市基督教浸信會、浸信會文化堂                                                               |
| 循道宗（衛理會）                 | 財團法人中華基督教衛理公會高雄衛理堂、基督教高雄循理會                                         |
| 神召會                           | 基督教高雄神召會                                                                               |
| 召會                             | 高雄市召會文化路會所                                                                           |
| 其他                             | 高雄基督徒七賢路禮拜堂、高雄基督之家、基督教會復興二路禮拜堂、高雄城市之光教會、高雄基督喜信會 |

### 新興宗教
- 崇教真光高雄淨化所

## 教育

### 高級中等學校
- 高雄市立新興高級中學
- 高雄市立高雄高級商業職業學校

### 國民中學
- 高雄市立新興高級中學附設國民中學

### 國民小學
- 高雄市新興區新興國民小學
- 高雄市新興區七賢國民小學
- 高雄市新興區大同國民小學
- 高雄市新興區信義國民小學

## 交通

### 捷運
高雄捷運
- █ 紅線：美麗島站 - 中央公園站
- █ 橘線：美麗島站 - 信義國小站

### 公車
- 高雄市公車

### 公路
- 台17線

### 主要道路
- 中山一路、中山二路
- 中正三路、中正四路
- 八德一路
- 七賢一路
- 六合一路、六合二路
- 五福二路
- 民族二路
- 中華三路

## 旅遊

### 公園
- 十一號公園
- 城市光廊
- 鼎新公園
- 新興公園
- 中央公園
- 忠孝公園

### 歷史建築
- 逍遙園

### 商圈與市集
- 八德市場
- 中正市場
- 新興市場
- 南華觀光商圈
- 六合夜市
- 新堀江
- 原宿玉竹商圈
- 大統五福店
- 中正路喜餅街
- 中山路婚紗街

## 外部連結
- 高雄市新興區公所 （页面存档备份，存于）
- 高雄市新興區戶政事務所 （页面存档备份，存于）
- 高雄市新興區衛生所 （页面存档备份，存于）